# Forssa kyrka
Se också Forssa kyrka, Finland.
Forssa kyrka är en kyrkobyggnad som tillhör Bettna församling i Strängnäs stift. Kyrkan ligger i Forssa socken i Flens kommun.

## Kyrkobyggnaden
Kyrkan består av ett långhus med ett något smalare kor i öster och en rund absid öster om koret. Vid kyrkans sydvästra sida finns ett vidbyggt vapenhus och vid kyrkans nordvästra sida finns en sakristia. Taken är klädda med tvåkupigt rött lertegel bortsett från absiden som är täckt med svartmålad järnplåt.
Kyrkans äldsta del är sakristian som uppfördes någon gång på 1200-talet. Sakristians murtjocklek skiljer sig från övriga kyrkan vilket antyder att sakristian förmodligen var ihopbyggd med en tidigare träkyrka. Nuvarande stenkyrka uppfördes på 1300-talet. Under 1400-talet uppfördes ett vapenhus vid södra gaveln. Under samma århundrade slogs två stjärnvalv i långhuset. 1762 utvidgades sakristian.
1738 byggdes klockstapeln. Den har en klockformad huv som saknar motsvarighet. Lilla kyrkklockan är troligen från 1300-talet.
En stiglucka söder om kyrkan uppfördes 1759.

## Inventarier
- I kyrkan finns bevarad en madonnabild från 1200-talet.
- Från 1400-talet finns bevarade en madonnaskulptur och en Birgittaskulptur.
- Dopfunten är av grå kalksten. På funtens skaft finns årtalet 1595 samt givarens namn Lasse Västgöte och hans vapen.
- Predikstolen är tillverkad 1664.
- Kyrkans välbevarade orgel med 7 stämmor och en manual är byggd 1879 av E. A. Setterquist & Son i Örebro. Den blev genom först en grundplåt på 1000 kr. till en orgel av änkegrevinnan Clara Bonde som flyttat ifrån Skedvi gods något år tidigare och sedan inflyttade friherrinnan Sara Louise Antoinette Löwen (1849-1934) på Skedevi gods minnesgåva efter sin man på 2000 kr., tillskjutet resten av församlingen och beställd.[1] Orgeln blev invigd söndagen 30 november 1879.[2]
- Begravningsvapen över ryttmästaren Svante Börjesson Rosenstråle (1605-1663).
- Begravningsvapen över löjtnanten Fredrik von Preutz (1675-1701).

### Webbkällor
- byggnadspresentation
- Wikimedia Commons har media som rör Forssa kyrka.